# Ýewgeniý Naboýçenko
Ýewgeniý Naboýçenko (Ashgabad, 17 maggio 1970) è un ex calciatore turkmeno, di ruolo portiere.

## Carriera

### Club
Ha cominciato a giocare al Köpetdag Aşgabat. Nel 2000 si è trasferito al Qairat. Nel 2007 è stato acquistato dal Megasport, con cui ha concluso la propria carriera nel 2008.

### Nazionale
Ha debuttato in Nazionale nel 1997. Ha partecipato, con la Nazionale, alla Coppa d'Asia 2004.

## Palmarès

### Club

#### Competizioni nazionali
- Campionato di calcio del Turkmenistan: 5

Köpetdag Aşgabat: 1992, 1993, 1994, 1995, 1997-1998
- Coppa del Turkmenistan: 4

Köpetdag Aşgabat: 1993, 1994, 1996, 1998-1999
- Qazaqstan Prem'er Ligasy: 1

Qayrat: 2004
- Coppa del Kazakistan: 3

Qayrat: 2000, 2001, 2003